# South Coast Plaza

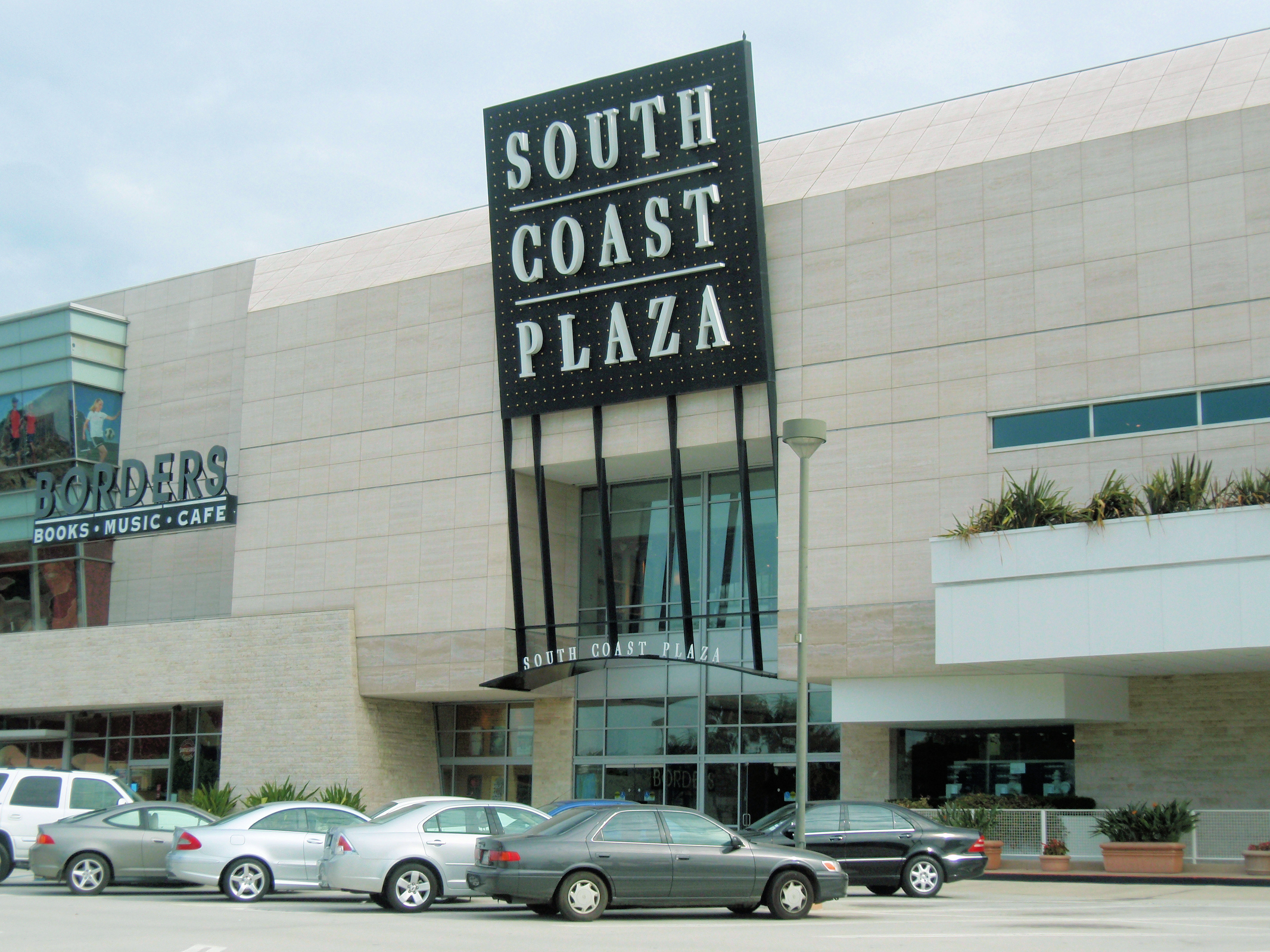
Eén van de westelijke ingangen van het winkelcomplex.

South Coast Plaza is een luxe-winkelcentrum in de Amerikaanse stad Costa Mesa in Orange County (Californië). Het is het grootste winkelcentrum van de staat Californië, met de hoogste verkoopcijfers van de hele Verenigde Staten. Er zijn zo'n 250 winkels, vooral van designermode.
South Coast Plaza opende in 1967 en is sindsdien meermaals uitgebreid en vernieuwd. De oprichters, de familie Segerstrom, zijn nog steeds eigenaar van het complex. Daarmee is South Coast Plaza een van de weinige grote winkelcentra in de VS die nog niet door een investeringsmaatschappij zijn opgekocht.
Eén stratenblok ten oosten van het winkelcentrum ligt het prestigieuze toneelhuis South Coast Repertory.